# Neponset
Pour les articles homonymes, voir Neponset (homonymie).
Le Neponset est un fleuve du Massachusetts, dans le nord-est des États-Unis. 

## Géographie
La rivière Neponset, au sud de Boston, coule vers le nord-est, et s'avère navigable sur une dizaine de kilomètres, pour des navires de 150 tonneaux, après des chutes qui ont servi à industrialiser la ville très tôt, grâce à l'énergie hydraulique, raison pour laquelle elle sera surnommée "the river of American business."
Elle délimite aujourd'hui la frontière entre Boston, Milton, au sud-est, et Quincy, ville qui a la plus longue plage dans la région de Boston, Wollaston Beach (3,8 km) et qui fut au XIXe siècle un centre d'extraction du granit.
Dans le bassin hydraulique proche de Boston, marqué par l'action importante des marées, se jettent les rivières Charles, Mystic, Ghelsea et Neponset, la rivière Charles étant elle-même une affluente de la Neponset. La Boston du XVIIe siècle s’étalait sur la péninsule de Shawmut, reliée au continent par un isthme. À l’ouest s’étendaient des marais envahis par la marée, correspondant à l'actuel quartier de Back Bay. La Boston coloniale se trouvait autour de l’Old State House, entourée par trois collines, les Trimoutains, dont il ne reste aujourd’hui que celle de Beacon Hill. Les autres ont été rasées pour combler le port de Boston et le secteur de Back Bay.
La rivière fut à l'origine de l'industrie chocolatière des futurs États-Unis, selon l'"Histoire du chocolat" de l'américain Nikita Harwich. Le Chocolatier James Baker et son associé irlandais John Hannon reprennent un vieux moulin à bois et s'associent en 1765 pour y broyer des fèves de cacao venues de la Caraïbe, le beurre de cacao étant ensuite moulé dans des formes ressemblant à des briques de chocolat, vendues à l'aide de la publicité, et qui servent à faire des boissons chaudes une fois diluées dans de l'eau.